# Michał Karbownik
Michał Karbownik (Radom, 13 marzo 2001) è un calciatore polacco, difensore o centrocampista dell'Hertha Berlino e della nazionale polacca.
Nel 2020 è stato inserito nella lista dei migliori 40 talenti della UEFA.

## Caratteristiche tecniche
È nato come centrocampista centrale, salvo poi venire spostato durante la stagione 2019-2020 nel ruolo di terzino sinistro. Ambidestro, può essere impiegato anche nella corsia opposta. Molto rapido e bravo tecnicamente, a volte preferisce accentrarsi per provare la conclusione a rete.

## Carriera

### Club

#### Legia Varsavia
Cresciuto nel settore giovanile del Legia Varsavia, ha esordito in prima squadra il 1º settembre 2019 disputando l'incontro di Ekstraklasa vinto contro L'ŁKS. Grazie alle buone prestazioni fornite è ben presto diventato un punto fermo della squadra polacca nel ruolo di terzino sinistro.

#### Brighton e prestiti a Olympiacos e Fortuna Dusseldorf
Il 5 ottobre 2020 viene acquistato dal Brighton, rimanendo in prestito al Legia fino al termine della stagione. Nonostante l'accordo iniziale, il 17 gennaio 2021 viene richiamato dalla società inglese per far fronte alle emergenze dovute al COVID-19. Il 10 febbraio debutta da titolare con i gabbiani, in occasione dell'incontro di FA Cup perso 3-1 contro il Leicester City.
Dopo non avere disputato alcuna partita di Premier con il club, il 28 agosto 2021 viene ceduto in prestito all'Olympiacos.
Al ritorno dal prestito all'Olympiacos cambia di nuovo squadra trasferendosi al Fortuna Düsseldorf, nuovamente a titolo temporaneo.

#### Hertha Berlino
L'8 agosto 2023 viene ceduto a titolo definitivo all'Hertha Berlino.

### Nazionale
Dopo aver disputato diversi incontri con le nazionali Under-17 e Under-19, ad agosto 2020 viene convocato dal C.T. Jerzy Brzęczek con la nazionale maggiore per la doppia sfida di UEFA Nations League contro Olanda e Bosnia ed Erzegovina. In nessuna delle due partite, tuttavia, Karbownik ha la possibilità di esordire.

## Statistiche

### Presenze e reti nei club
Statistiche aggiornate al 18 gennaio 2021.
| Stagione              | Squadra               | Campionato            | Campionato | Campionato | Coppe nazionali | Coppe nazionali | Coppe nazionali | Coppe continentali | Coppe continentali | Coppe continentali | Altre coppe | Altre coppe | Altre coppe | Totale | Totale | Totale |
| Stagione              | Squadra               | Comp                  | Pres       | Reti       | Comp            | Pres            | Reti            | Comp               | Pres               | Reti               | Comp        | Pres        | Reti        | Pres   | Reti   |        |
| --------------------- | --------------------- | --------------------- | ---------- | ---------- | --------------- | --------------- | --------------- | ------------------ | ------------------ | ------------------ | ----------- | ----------- | ----------- | ------ | ------ | ------ |
| 2019-2020             | Legia Varsavia        | E                     | 28         | 0          | PP              | 5               | 0               | UEL                | 0                  | 0                  | -           | -           | -           | 33     | 0      |        |
| 2020-gen. 2021        | Legia Varsavia        | E                     | 8          | 0          | PP              | 2               | 0               | UCL+UEL            | 2+2                | 0                  | SP          | 0           | 0           | 14     | 0      |        |
| Totale Legia Varsavia | Totale Legia Varsavia | Totale Legia Varsavia | 36         | 0          |                 | 7               | 0               |                    | 4                  | 0                  |             | 0           | 0           | 47     | 0      |        |
| gen.-giu. 2021        | Brighton              | PL                    | 0          | 0          | FACup+CdL       | 1+0             | 0               | -                  | -                  | -                  | -           | -           | -           | 1      | 0      |        |
| Totale carriera       | Totale carriera       | Totale carriera       | 36         | 0          |                 | 8               | 0               |                    | 4                  | 0                  |             | 0           | 0           | 48     | 0      |        |

### Cronologia presenze e reti in nazionale
| Cronologia completa delle presenze e delle reti in nazionale ― Polonia | Cronologia completa delle presenze e delle reti in nazionale ― Polonia | Cronologia completa delle presenze e delle reti in nazionale ― Polonia | Cronologia completa delle presenze e delle reti in nazionale ― Polonia | Cronologia completa delle presenze e delle reti in nazionale ― Polonia | Cronologia completa delle presenze e delle reti in nazionale ― Polonia | Cronologia completa delle presenze e delle reti in nazionale ― Polonia | Cronologia completa delle presenze e delle reti in nazionale ― Polonia |
| Data                                                                   | Città                                                                  | In casa                                                                | Risultato                                                              | Ospiti                                                                 | Competizione                                                           | Reti                                                                   | Note                                                                   |
| ---------------------------------------------------------------------- | ---------------------------------------------------------------------- | ---------------------------------------------------------------------- | ---------------------------------------------------------------------- | ---------------------------------------------------------------------- | ---------------------------------------------------------------------- | ---------------------------------------------------------------------- | ---------------------------------------------------------------------- |
| 7-10-2020                                                              | Danzica                                                                | Polonia                                                                | 5 – 1                                                                  | Finlandia                                                              | Amichevole                                                             | -                                                                      |                                                                        |
| 11-10-2020                                                             | Danzica                                                                | Polonia                                                                | 0 – 0                                                                  | Italia                                                                 | UEFA Nations League 2020-2021 - 1º turno                               | -                                                                      | 83’                                                                    |
| 14-10-2020                                                             | Breslavia                                                              | Polonia                                                                | 3 – 0                                                                  | Bosnia ed Erzegovina                                                   | UEFA Nations League 2020-2021 - 1º turno                               | -                                                                      | 72’                                                                    |
| 24-3-2023                                                              | Praga                                                                  | Rep. Ceca                                                              | 3 – 1                                                                  | Polonia                                                                | Qual. Euro 2024                                                        | -                                                                      | 46’                                                                    |
| Totale                                                                 |                                                                        | Presenze                                                               | 4                                                                      |                                                                        | Reti                                                                   | 0                                                                      |                                                                        |

## Palmarès

### Club

#### Competizioni nazionali
- Campionato greco: 1

Olympiakos: 2021-2022